# Noam Sigler
Noam Sigler ist ein US-amerikanischer Schauspieler.

## Leben
Sigler studierte von 2017 bis 2020 Business Administration and Management am Santa Monica College. Während seines Studiums wirkte er an den Fernsehserien Lunch Money, Troubled Youth und Brobot mit. 2018 wirkte er außerdem im Musikvideo zum Lied Almost Love der Sängerin Sabrina Carpenter mit. Im selben Jahr erhielt er eine Rolle in der Kurzfilmproduktion Stuck in Temporary. 2019 spielte er in der Miniserie Hard Work Pays Off mit. 2020 folgte eine Rollenbesetzung im Kurzfilm Show Me Yours, der am 5. September 2020 auf dem Dances With Films, einem Independent-Filmfestival in Los Angeles, gezeigt wurde. 2023 verkörperte er die männliche Hauptrolle des Weston Dern im Tierhorrorfilm Blind Waters des Filmstudios The Asylum. Es war zugleich sein Spielfilmdebüt. Im selben Jahr spielte er in der Miniserie I Got Married Without You mit. 2024 folgte eine Besetzung in der Miniserie Ditching my fiancé, I dated a CEO.

## Filmografie (Auswahl)
- 2017: Lunch Money (Fernsehserie)
- 2018: Troubled Youth (Fernsehserie, Episode 1x01)
- 2018: Brobot (Fernsehserie, Episode 1x01)
- 2018: Stuck in Temporary (Kurzfilm)
- 2019: Hard Work Pays Off (Miniserie)
- 2020: Show Me Yours (Kurzfilm)
- 2023: Blind Waters
- 2023: I Got Married Without You (Miniserie)
- 2024: Ditching my fiancé, I dated a CEO (Miniserie)